# Herman Teirlinck (pel·lícula)
Herman Teirlinck és el títol d'una pel·lícula documental del director belga Henri Storck estrenada el 1954.
Aquest document audiovisual de 48 minuts és una biografia de l'escriptor belga Herman Teirlinck a través de la seva obra i de la seva influència sobre el teatre.